# Erwin Wickert
Erwin Otto Humin Wickert (* 7. Januar 1915 in Bralitz; † 26. März 2008 in Remagen) war ein deutscher Diplomat in der Zeit des Nationalsozialismus und später der Bundesrepublik. Wickert betätigte sich auch als Schriftsteller und Politiker (BFB).

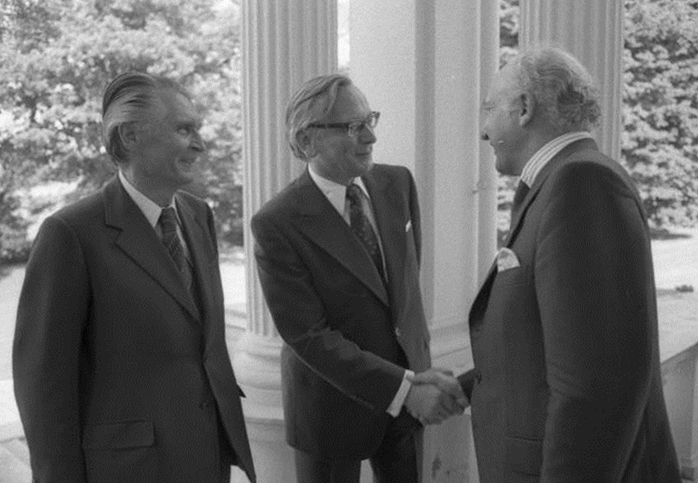
Erwin Wickert (links), Bundespräsident Walter Scheel (rechts) 1976

## Leben

### Herkunft
Die Familie Wickert (historische Schreibweisen im 17. Jahrhundert: Wickharth und Wyckhardt) stammt aus Waldböckelheim bei Bad Kreuznach. Dort war der Stammvater Hans Georg Wickharth / Wyckhardt (um 1610–1680) Gerichtsmann. Um 1747 übersiedelten seine Nachfahren in die Mark Brandenburg. Erwin Wickerts Großvater Albert Julius Wickert (1860–1930) war Lyzeallehrer in Bad Freienwalde. Der Vater Erwin Julius Wickert (1888–1982) war Beamter und ein überzeugter Nationalsozialist und Antisemit, zuletzt war er Polizeidirektor. Er hatte 1952 das Familienwappen in die Deutsche Wappenrolle immatrikulieren lassen. Es ähnelt stark dem der Herren von Wichert, welches im Wappenbuch der Preussischen Monarchie verzeichnet ist. Jener Familie war 1667 vom Großen Kurfürsten ein Adelsbrief erteilt worden, und gleichfalls bekam sie 1686 einen von Kaiser Leopold I. unter Verleihung des Reichsadelsstandes.

### Karriere
Erwin Wickert verbrachte seine Jugend in Wittenberg. Er besuchte Gymnasien in Wittenberg und Berlin. 1933, als Schüler, stellte Wickert auf Drängen seines Vaters einen Antrag auf Mitgliedschaft in der Sturmabteilung (SA), ging nach einigen bierlaunigen sogenannten „Sturmabenden“ aber nicht mehr hin. So blieb es bei der bloßen Anwärterschaft auf Mitgliedschaft.
1934 begann Wickert ein Studium der Philosophie und Germanistik an der Universität Berlin. Mit Hilfe eines Stipendiums setzte er seine Studien 1935 in den Vereinigten Staaten am Dickinson College in Carlisle (Pennsylvania) fort, wo er die Fächer Volkswirtschaftslehre und Politische Wissenschaft belegte. 1936 erlangte er den Grad eines Bachelor of Arts. Anschließend übte er in verschiedenen amerikanischen Städten Gelegenheitsarbeit aus, unter anderem in einem New Yorker Reisebüro und in San Francisco als Kellner. Von der Westküste reiste er über den japanischen Herrschaftsbereich nach Japan, Korea, Mandschukuo (die heutige Mandschurei) und den Norden Chinas.
Bei dieser Reise lernte er die beiden Nationalsozialisten Hermann Kriebel und John Rabe kennen.
Im Frühjahr 1937 kehrte er nach Deutschland zurück und setzte sein Studium der Philosophie und Kunstgeschichte an der Universität Heidelberg fort. 1939 wurde er dort mit dem kunstgeschichtlichen Thema Das Tier in der neueren deutschen Kunst zum Doktor der Philosophie promoviert. Für seinen Doktorvater, den Nationalsozialisten und späteren Prorektor der „Frontuniversität“ in Straßburg Hubert Schrade, der in Heidelberg den Lehrstuhl des 1938 wegen seiner Ehefrau Hanna als „jüdisch versippt“ entlassenen Kunsthistorikers August Grisebach eingenommen hatte, schrieb er am 12. Juni 1948 einen Persilschein. Im September 1939 stieß er über seinen Kontakt zu Kriebel, einem Teilnehmer des Hitler-Putsches von 1923 und Mithäftling Hitlers in Landsberg, zur Auslandspropaganda und trat als wissenschaftlicher Mitarbeiter in die Kulturabteilung des Auswärtigen Amtes in Berlin ein.
Da er zur Untermiete bei einer deutsch-jüdischen Familie mit einer Tochter wohnte, drängte ihn die NSDAP wegen der Gefahr der „Rassenschande“ auszuziehen, und er sollte der Partei beitreten. 1940 trat Wickert der NSDAP bei.
Kurz nachdem Kriebel Wickert in das Rundfunkreferat der Kulturabteilung geholt hatte, ernannte er ihn zum ersten Rundfunkattaché des Auswärtigen Dienstes im japanisch-besetzten China und beauftragte ihn im September 1940 mit der Leitung des Hörfunksenders der deutschen Gemeinde in Shanghai, der ab 1940 dem Auswärtigen Amt unterstand. Nachdem Wickert übernommen hatte, erfolgte eine Umbenennung des Senders in XGRS sowie eine programmatische Neuausrichtung, durch die der Sender für ausländische Hörer attraktiver gestaltet und seine Reichweite über die deutsche Gemeinde hinaus erweitert werden sollte. Die Finanzierung durch das Auswärtige Amt war zu diesem Zeitpunkt gesichert, sodass die Vermietung von Sendezeiten an Mussolinis italienische Botschaft beendet werden konnte. Wickert kürzte das deutschsprachige Programm zugunsten englischsprachiger Abend- und Musiksendungen, entließ deutsche Sprecher, ersetzte sie durch englische Muttersprachler, und ergänzte das Nachrichtenportfolio um alliierte und amerikanische Quellen. Musikalisch setzte Wickert statt Marschmusik nun Operetten, Tanzmusik und vereinzelt sogar US-amerikanischen Jazz – von Joseph Goebbels als „undeutsch“ zur verbotenen „Negermusik“ deklariert – auf das Programm.
Zu den Aufgaben Wickerts gehörte der Aufbau einer Nebenstelle des Abhördienstes Seehaus des Auswärtigen Amtes. Der von Wickert im Februar 1941 eingestellte Schweizer Walter Leo Meyer verbrachte seine Zeit damit, unverschlüsselte Radiobeiträge von sogenannten Feindsendern abzuhören.
Die programmatischen Neuerungen bei XGRS unter Wickert stießen auf Ablehnung bei der örtlichen Landesgruppe der NSDAP, die unter ihrem damaligen Landesgruppenleiter, Siegfried Lahrmann, in der andauernden Konkurrenz zwischen Auswärtigem Amt und Propagandaministerium auf Goebbels Seite stand. Am 30. Januar 1941 erschien Siegfried Lahrmann unangemeldet im Sender, unterbrach das soeben beginnende englische Programm und hielt eine Ansprache zum Jahrestag von Hitlers Machtergreifung in deutscher Sprache. Als Wickert ihn am Folgetag für diese Intervention kritisierte, wandte sich Lahrmann an die deutsche Botschaft in Peking und verlangte Wickerts Abberufung. Bereits im Juni 1941 erfolgte die Versetzung Wickerts an die Botschaft in Tokio – auch hier in der Rolle eines Rundfunkattachés, obwohl in Tokio keine deutsche Rundfunkstation existierte.
Die wichtigsten Kollegen von Wickert in Tokio waren Botschafter Eugen Ott (NSDAP) sowie Erich Kordt und Franz Krapf (beide NSDAP und SS).
Nach dem Zweiten Weltkrieg kehrte Wickert 1947 mit seiner Familie nach Deutschland zurück. Im Oktober 1947 wurde er im Lager Ludwigsburg zu Befragungszwecken interniert. In den folgenden Jahren lebte Wickert als freier Schriftsteller in Heidelberg in der Handschuhsheimer Landstraße 50. Seine guten Freunde und ehemaligen Kollegen Kordt und Ott besuchten ihn häufig. Sein alter Freund Krapf wurde deutscher Botschafter in Japan. Für den Rundfunk verfasste Wickert Hörspiele und Manuskripte zu dokumentarischen Sendungen.
Ende 1955 wurde Wickert in den diplomatischen Dienst der neugegründeten Bundesrepublik übernommen. er reiste u. a. nach Taiwan, wo er Chiang Kai-shek traf, obwohl keine diplomatischen Beziehungen bestanden.
Er war zuerst Referent bei der deutschen Botschaft bei der NATO in Paris. In dieser Zeit wohnte die Familie Wickert in einem Haus in Meudon. Von 1960 bis 1968 war er Referatsleiter im Auswärtigen Amt in Bonn, wo er für die Staaten des Warschauer Paktes zuständig war. Während dieser Zeit war er ein enger Mitarbeiter des Außenministers Gerhard Schröder, für den er zahlreiche Reden schrieb. Seine bedeutendste Leistung aus dieser Zeit ist die Abfassung der sog. „Friedensnote“ vom 25. März 1966, in der sich die Regierung der Bundesrepublik zu Verhandlungen mit den sozialistischen Staaten Osteuropas über einen Gewaltverzicht bereit erklärte und auf die sich später Willy Brandt als eine Keimzelle seiner Ostpolitik berufen konnte (die Wickert jedoch kritisch sah). Ende 1968 wurde Wickert zum Gesandten in London ernannt; von 1971 bis 1976 war er Botschafter der Bundesrepublik in Bukarest und von 1976 bis 1980 Botschafter in Peking.

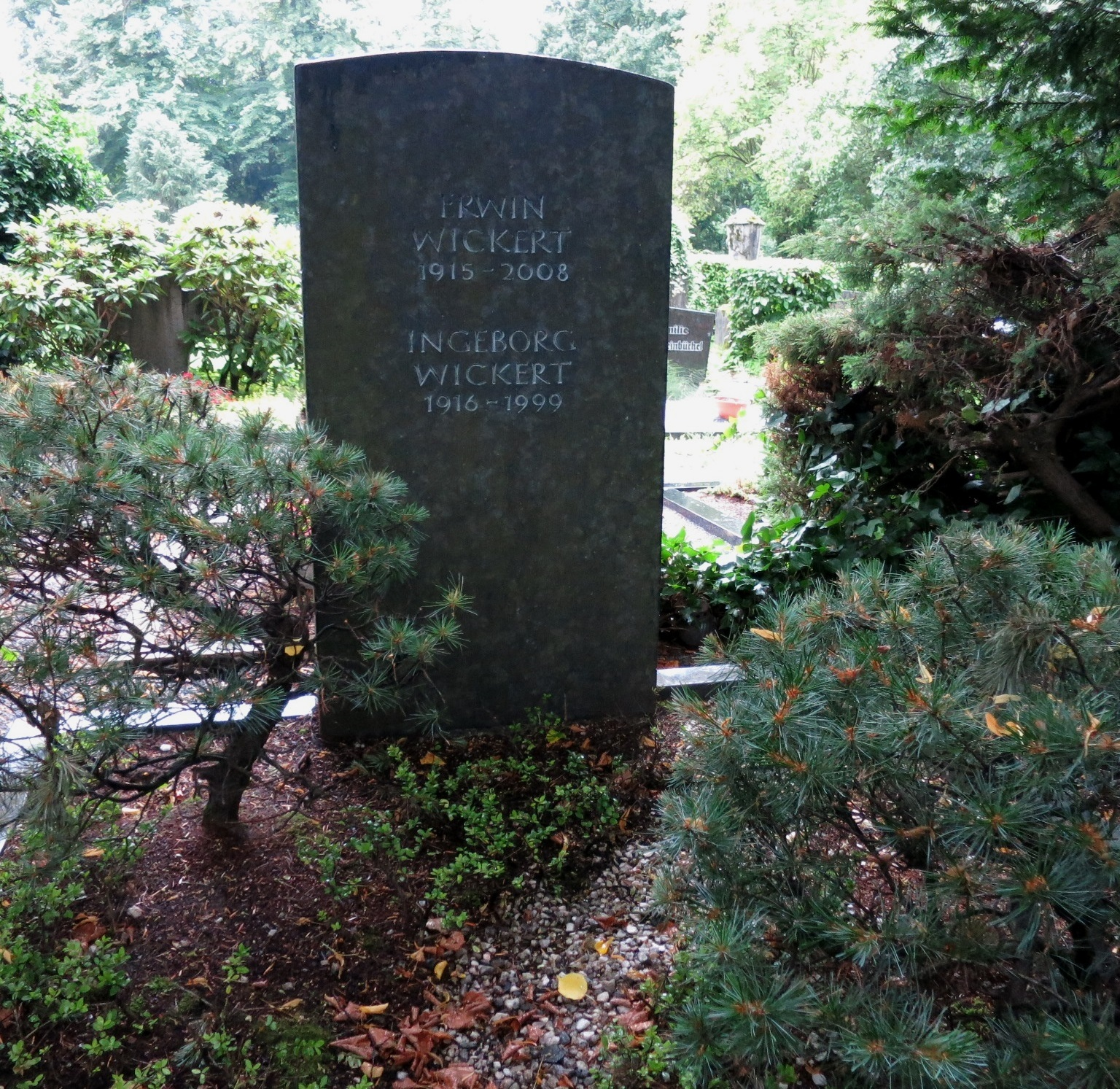
Grab der Eheleute Wickert auf Friedhof Melaten

Als Außenminister Joschka Fischer nach dem Tod von Franz Krapf (1911–2004) wegen dessen nationalsozialistischer Vergangenheit gegen eine offizielle Ehrung des Verstorbenen eintrat, protestierten einige alte Diplomaten unter der Leitung von Wickert gegen Fischers Politik. In der Folge wurde eine Historikerkommission gebildet, die 2010 das Buch Das Amt und die Vergangenheit veröffentlichte. Darin wird auch die Rolle und Verantwortung Erwin Wickerts bei der AA-Auslandspropaganda thematisiert.

### Familie
Erwin Wickert war von 1939 bis zu ihrem Tod 1999 mit Ingeborg Weides verheiratet; der Ehe entstammen drei Kinder: der Maler Wolfram Wickert (* 1941), der Journalist Ulrich Wickert (* 1942) und Barbara Wood (1949–2021). Die Schauspielerin Emily Wood ist eine Enkelin Wickerts.
Wickert wurde im Grab seiner Frau auf dem Kölner Melaten-Friedhof (Lit. L Nr. 101/102) beigesetzt.

### Literarische Arbeit
Der Autor Erwin Wickert ist zum einen durch seine Sachbücher über die Entwicklungen im China der Nach-Mao-Ära und seine Memoirenbände bekannt geworden. Daneben war er Verfasser von Hörspielen und historischen Romanen; er ließ sich in seinen Bonner Jahren mehrmals von seinem Dienstherrn, dem Auswärtigen Amt, beurlauben, um Zeit fürs Schreiben dieser Werke zu haben.
Erwin Wickert war Mitglied der Akademie der Wissenschaften und der Literatur in Mainz. Bis 1995 war er Mitglied des Verbandes Deutscher Schriftsteller und des P.E.N.-Zentrums der Bundesrepublik Deutschland; er trat aus beiden Organisationen aus Protest gegen deren Position in der Kontroverse um die Verleihung des Friedenspreises des Deutschen Buchhandels an Annemarie Schimmel aus. Er war Vizepräsident des Freien Deutschen Autorenverbandes. Außerdem gehörte er der Deutschen Gesellschaft für Ostasiatische Kunst, die er mitbegründete, sowie der International Confucian Association in Peking an. 1994 war er als Vorstandsmitglied engagiert im „Bund Freier Bürger“, erklärte jedoch wegen der unklaren Haltung dieser Partei gegenüber dem Rechtsradikalismus seinen Austritt.

### Ehrungen und Auszeichnungen
- 1952: Hörspielpreis der Kriegsblinden
- 1969: Verdienstkreuz 1. Klasse des Verdienstordens der Bundesrepublik Deutschland
- 1979: Großes Verdienstkreuz des Verdienstordens der Bundesrepublik Deutschland
- 1992: Staatspreis des Landes Rheinland-Pfalz

## Werke

### Bücher
- Fata Morgana über den Straßen, Leipzig 1938
- Das Paradies im Westen, Stuttgart 1939
- Das Tier in der neueren deutschen Kunst, Dissertation, Heidelberg 1939
- Die Adamowa, Stuttgart 1940
- Du mußt dein Leben ändern, Stuttgart 1949
- Dramatische Tage in Hitlers Reich, Stuttgart 1952
- Die Frage des Tigers, Gütersloh 1955
- Cäsar und der Phönix, Stuttgart 1956
- Hiroshima, Weinheim 1959
- Hitlers Machtergreifung, Weinheim/Bergstr. 1959
- Jahre des Wahns, Weinheim/Bergstr. 1959
- Der Klassenaufsatz. Alkestis, Stuttgart 1960
- Robinson und seine Gäste, Hamburg 1960
- Der Auftrag, Stuttgart 1961
- Der Purpur, Stuttgart 1965
- China in der Wandlung, Düsseldorf [u. a.] 1979
- China von innen gesehen, Stuttgart 1982
- Vom politischen Denken der Chinesen, Wiesbaden 1983
- Der verlassene Tempel, Stuttgart 1985
- Chinas wirtschaftliche Reformen, Düsseldorf 1986
- Der Kaiser und der Großhistoriker, Stuttgart 1987
- Der fremde Osten, Stuttgart 1988
- Knut Hamsun und die Große Konferenz von Chang'an, Stuttgart 1988
- Mut und Übermut – Geschichten aus meinem Leben. Stuttgart 1991, ISBN 3-421-06614-0. (Erster Teil der Autobiographie)
- Sonate mit dem Paukenschlag und sieben andere unglaubliche Geschichten, Stuttgart 1993
- Von der Wahrheit im historischen Roman und in der Historie, Wiesbaden 1993
- Zappas oder Die Wiederkehr des Herrn, Stuttgart 1995
- John Rabe. Der gute Deutsche von Nanking, DVA 1997
- Die glücklichen Augen – Geschichten aus meinem Leben, DVA, Stuttgart 2001, ISBN 3-421-05152-6. (Zweiter Teil der Autobiographie)
- Konfuzius, Stuttgart 2001
- Das Gipfelgespräch, Stuttgart [u. a.], DVA, Stuttgart 2003, ISBN 978-3-421-05510-1.
- Das muss ich Ihnen schreiben. Beim Blättern in unvergessenen Briefen. Deutsche Verlags-Anstalt, München 2005, ISBN 3-421-05857-1.

### Hörspiele
- Lot und Lots Weib
- Die kühne Operation
- Alkestis
- Darfst du die Stunde rufen? Regie: Walter Knaus (SDR 1951) – Hörspielpreis der Kriegsblinden
- Skandal im Envoy Hotel
- Das Buch und der Pfiff
- Der Klassenaufsatz